# Греко-римская борьба на летних Олимпийских играх 1964 — до 70 кг
Соревнования по греко-римской борьбе в рамках Олимпийских игр 1964 года в лёгком весе (до 70 килограммов) прошли в Токио с 16 по 19 октября 1964 года в «Komazawa Gymnasium».
Турнир проводился по системе с начислением штрафных баллов. За чистую победу штрафные баллы не начислялись, за победу по очкам борец получал один штрафной балл, за ничью два штрафных балла, за поражение по очкам три штрафных балла, за чистое поражение — четыре штрафных балла. Борец, набравший шесть штрафных баллов, из турнира выбывал. Трое оставшихся борцов выходили в финал, где проводили встречи между собой. Встречи между финалистами, состоявшиеся в предварительных схватках, шли в зачёт. Схватка по регламенту турнира продолжалась 10 минут с перерывом в одну минуту после пяти минут борьбы. Была отменена обязательная борьба в партере; теперь в партер ставили менее активного борца.
В лёгком весе боролись 19 участников. Самым молодым участником был 20-летний Вахид Улла Заид, самым возрастным 33-летний Валериу Буларка. Действующим чемпионом мира был Стеван Хорват, а его конкурентом был чемпион мира 1962 года Казым Айваз, и борьба за золотую медаль должна была развязаться между ними. Однако судьба золотой медали решилась ещё в предварительных встречах: в пятом круге из турнира выбыли все борцы, включая Хорвата, а остался один Айваз, который и стал олимпийским чемпионом. Но в связи с тем, что три борца — Валериу Буларка, Давид Гванцеладзе и Токуаки Фудзита, — выбыли с одинаковыми штрафными баллами, между ними был проведён турнир, в котором решалась судьба второго и третьего мест. Имея в активе одну победу и одну ничью, Буларка завоевал «серебро», Гванцеладзе с одной победой и одним поражением завоевал третье место, а Фудзита, один раз потерпев поражение и один раз сведя встречу вничью, остался без наград.

## Медалисты
- Казым Айваз (TUR)
- Валериу Буларка (ROU)
- Давид Гванцеладзе (URS)

## Первый круг
| Штрафных баллов | Участник 1              | Результат   | Участник 2               | Штрафных баллов |
| --------------- | ----------------------- | ----------- | ------------------------ | --------------- |
| 2               | Джеймс Бурк (USA)       | Ничья       | Хоссейн Эбрахимиан (IRI) | 2               |
| 2               | Алехандро Эчаниз (MEX)  | Ничья       | Вахид Улла Заид (AFG)    | 2               |
| 1               | Стеван Хорват (YUG)     | По очкам    | Франц Бергер (AUT)       | 3               |
| 2               | Валериу Буларка (ROU)   | Ничья       | Ээро Тапио (FIN)         | 2               |
| 1               | Димитриос Саввас (GRE)  | По очкам    | Ким Ик Чон (KOR)         | 3               |
| 0               | Токуаки Фудзита (JPN)   | Туше (4:05) | Рауль Ромеро (ARG)¹      | 4               |
| 1               | Давид Гванцеладзе (URS) | По очкам    | Франц Шмитт (EUA)        | 3               |
| 1               | Руне Йонссон (SWE)      | По очкам    | Курт Мадсен (DEN)        | 3               |
| 1               | Казым Айваз (TUR)       | По очкам    | Махмуд Ибрагим (EGY)     | 3               |
| 0               | Иван Иванов (BUL)       | Пропускал   |                          |                 |

¹ Снялся с соревнований

## Второй круг
| Штрафных баллов | Участник 1            | Результат   | Участник 2               | Штрафных баллов |
| --------------- | --------------------- | ----------- | ------------------------ | --------------- |
| 1               | Иван Иванов (BUL)     | По очкам    | Джеймс Бурк (USA)        | 5               |
| 2               | Ээро Тапио (FIN)      | Туше (4:33) | Хоссейн Эбрахимиан (IRI) | 6               |
| 3               | Валериу Буларка (ROU) | По очкам    | Ким Ик Чон (KOR)         | 6               |
| 1               | Токуаки Фудзита (JPN) | По очкам    | Димитриос Саввас (GRE)   | 4               |
| 1               | Руне Йонссон (SWE)    | Туше (3:16) | Алехандро Эчаниз (MEX)   | 6               |
| 4               | Курт Мадсен (DEN)     | По очкам    | Вахид Улла Заид (AFG)    | 5               |
| 4               | Франц Шмитт (EUA)     | По очкам    | Франц Бергер (AUT)       | 6               |
| 2               | Стеван Хорват (YUG)   | По очкам    | Махмуд Ибрагим (EGY)     | 6               |
| 2               | Казым Айваз (TUR)     | По очкам    | Давид Гванцеладзе (URS)  | 4               |

## Третий круг
| Штрафных баллов | Участник 1              | Результат               | Участник 2             | Штрафных баллов |
| --------------- | ----------------------- | ----------------------- | ---------------------- | --------------- |
| 3               | Ээро Тапио (FIN)        | По очкам                | Иван Иванов (BUL)      | 4               |
| 3               | Валериу Буларка (ROU)   | Нарушение правил (7:58) | Джеймс Бурк (USA)      | 9               |
| 3               | Руне Йонссон (SWE)      | Ничья                   | Димитриос Саввас (GRE) | 6               |
| 2               | Токуаки Фудзита (JPN)   | По очкам                | Курт Мадсен (DEN)      | 7               |
| 4               | Франц Шмитт (EUA)       | Туше (7:12)             | Вахид Улла Заид (AFG)  | 9               |
| 5               | Давид Гванцеладзе (URS) | По очкам                | Стеван Хорват (YUG)    | 5               |
| 2               | Казым Айваз (TUR)       | Пропускал               |                        |                 |

## Четвёртый круг
| Штрафных баллов | Участник 1              | Результат   | Участник 2         | Штрафных баллов |
| --------------- | ----------------------- | ----------- | ------------------ | --------------- |
| 3               | Казым Айваз (TUR)       | По очкам    | Иван Иванов (BUL)  | 7               |
| 4               | Токуаки Фудзита (JPN)   | Ничья       | Ээро Тапио (FIN)   | 5               |
| 4               | Валериу Буларка (ROU)   | По очкам    | Руне Йонссон (SWE) | 6               |
| 5               | Стеван Хорват (YUG)     | Туше (9:12) | Франц Шмитт (EUA)  | 8               |
| 5               | Давид Гванцеладзе (URS) | Пропускал   |                    |                 |

## Пятый круг
| Штрафных баллов | Участник 1              | Результат | Участник 2            | Штрафных баллов |
| --------------- | ----------------------- | --------- | --------------------- | --------------- |
| 6               | Давид Гванцеладзе (URS) | По очкам  | Ээро Тапио (FIN)      | 8               |
| 5               | Казым Айваз (TUR)       | Ничья     | Валериу Буларка (ROU) | 6               |
| 7               | Стеван Хорват (YUG)     | Ничья     | Токуаки Фудзита (JPN) | 6               |

## Финал

### Встреча 1
| Штрафных баллов | Участник 1            | Результат | Участник 2              | Штрафных баллов |
| --------------- | --------------------- | --------- | ----------------------- | --------------- |
| 7               | Валериу Буларка (ROU) | По очкам  | Давид Гванцеладзе (URS) | 9               |
| 5               | Токуаки Фудзита (JPN) | Пропускал |                         |                 |

### Встреча 2
| Штрафных баллов | Участник 1              | Результат | Участник 2            | Штрафных баллов |
| --------------- | ----------------------- | --------- | --------------------- | --------------- |
| 10              | Давид Гванцеладзе (URS) | По очкам  | Токуаки Фудзита (JPN) | 9               |
| 7               | Валериу Буларка (ROU)   | Пропускал |                       |                 |

### Встреча 3
| Штрафных баллов | Участник 1              | Результат | Участник 2            | Штрафных баллов |
| --------------- | ----------------------- | --------- | --------------------- | --------------- |
| 9               | Валериу Буларка (ROU)   | Ничья     | Токуаки Фудзита (JPN) | 11              |
| 10              | Давид Гванцеладзе (URS) | Пропускал |                       |                 |